# Kárpát-medencei Családszervezetek Szövetsége
A Kárpát-medencei Családszervezetek Szövetségét (KCSSZ) 18 magyarországi és határon túli egyesület alapította 2001-ben Csongrádon. Az alapítók célja a családbarát szemlélet Kárpát-medencei és nemzetközi terjesztése, valamint a térségben működő családszervezetek, illetve az érdekeiket képviselő civil kezdeményezések együttműködésének megszervezése volt. A KCSSZ a tevékenységével erősíti a Kárpát-medencei magyarság nemzeti önazonosságának és összetartozásának tudatát, segítséget nyújt a magyar nyelv használatának határokon túli fennmaradásában.
A Szövetség 2012-ben létrehozta a Családláncot. Az összefogás több mint 10 ezer Kárpát-medencei magyar családot képvisel. A Családlánc-mozgalom mindazon civil szervezetekkel együtt kíván működni, amelyek céljai között hangsúlyosan szerepel a magzat-, anya-, család- és gyermekvédelem, a nemzeti öntudat erősítése, a magyar nyelv és kultúra megőrzése, valamint a házasság, illetve a gyermekvállalás népszerűsítése. Az egyre bővülő mozgalomhoz a Kárpát-medence térségéből eddig 58 szervezet csatlakozott.
A Kárpát-medencei Családszervezetek Szövetsége kiemelt jelentőségű feladatként tekint a családbarát értékek nemzetközi szintű képviseletére, ezért a tevékenység ellátására 2015-ben a szervezeten belül egy nemzetközi projektcsoportot szervezett. A projekt fő célja az, hogy a családbarát értékek az eddigieknél hangsúlyosabban jelenjenek meg az Európai Unió és a világ országainak jogszabály-alkotási folyamatában. A projekt szakértői stábja részt vesz a családi érdekvédelem legjelentősebb nemzetközi fórumainak szakmai munkájában, valamint a családbarát politika társadalmi és gazdasági hátterének erősítésében.

A KCSSZ rövid története
2001 – A csongrádi bíróságon bejegyzik a Kárpát-medencei Családszervezetek Szövetségét. Az akkor csatlakozó családegyesületek a rendes tagjai, az alapítványok pedig társult tagjai lettek a szövetségnek.
Zentán megalakul a Vajdasági Nagycsaládosok Szövetsége.
2003 – A KCSSZ őszi tisztújító közgyűlésén a tagországokból érkezett 4-4 küldött megerősíti Benkő Ágotát az elnöki tisztségében, elnökhelyettesnek Krizsán Vilmost választják.
2004 – Megalakul az Európai Nagycsaládosok Szövetsége. A Kárpát-medencei összefogás csatlakozik a nemzetközi szervezethez. Az európai szövetség alelnöke Márki László, a NOE frissen megválasztott elnöke lett.
2006 – Tavasszal Orosházán megrendezésre kerül a Kárpát-medencei Családszervezetek és Családmozgalmak fóruma. A Győrött megrendezett Családkongresszus az Európai Nagycsaládosok Szövetségének III. kongresszusa is egyben.
2007 – Az októberi tisztújító közgyűlésen a tagság Török Ivánt elnökké, Dánél Sándort elnökhelyettesnek választja meg.
2010 – A Szövetség közgyűlése két évre elnökké választja Sallay Terézt, az elnökhelyettesek dr. Szabó Endre és Krizsán V. Vilmos lettek.
2012 – Május 11-én a Parlament épületében megalakul a Kárpát-medencei Családlánc-mozgalom. A kezdeményezés azért jött létre, hogy összefogja a Kárpát-medencei családok életével foglalkozó civil szervezetek munkáját. A Családlánc november 9-én megtartja első konferenciáját. A találkozón 35 tagszervezet vesz részt.
2013 – Az áprilisi küldöttgyűlésen a küldöttek dr. Szabó Endrét elnöknek, Adorjáni Katalint (Életfa Egyesület, Kolozsvár) és Vári Ferencet (Nagycsaládos Egyesület, Kondoros) elnökhelyettesnek választják meg, és sor kerül az Alapszabály módosítására is.
2015 – A júniusi küldöttgyűlésen a küldöttek Pataki Jánost (Nagykálló) választják a Szövetség elnökévé. Az elnökhelyettesek Adorjáni Katalin (Erdély) és Török Dénes (Kárpátalja) lettek. Dr. Szabó Endre a Szövetség tiszteletbeli elnöke a továbbiakban a KCSSZ európai uniós és nemzetközi tevékenységében vállal vezető szerepet.
2016 – A márciusi küldöttgyűlésen Török Dénes lemondása miatt a küldöttek új elnökhelyettest választottak. A Kárpát-medencei Családszervezetek Szövetsége megválasztott új elnökhelyettese Krizsán Vilmos, a Vajdasági Nagycsaládos Egyesületek Szövetségének vezetője lett.